# Wollaton
Wollaton är en stadsdel i Nottingham, i distriktet Nottingham, i grevskapet Nottinghamshire i England. Wollaton var en civil parish fram till 1933 när blev den en del av Nottingham. Civil parish hade 1 796 invånare år 1931. Byn nämndes i Domedagsboken (Domesday Book) år 1086, och kallades då Waletone/Ol(l)avestone.